# Валму
Валму — володар Вілуси (Трої) у XIII ст. до н. е.

## Життєпис
Основні відомості про нього містяться в хеттському джерелі — «Листі Мілавата». Ймовірно був сином або іншим родичем царя Аласанду, якому спадкував.
Був повалений за невідомих обставин — можливо військом Країни річки Сеха або Міри. Він втік до Мілавати (ймовірно Мілаванди), столиці Аххіяви, цар якої склав листа до хеттського царя Тудхалії IV. Останній відправив свого сановника Куваланазіті, що мав підтвердити права Валмуц на трон Валму, а потім привезти того до своєї столиці.
Подальші події невідомі, можливо Валму був відновлений на троні Вілуси. Проте він сам наприкінці панування або вже його наступник зазнав поразки під час ахейського вторгнення, наслідком чого стало руйнування держави.